# Валецький повіт
Валецький повіт (пол. powiat wałecki) — один з 18 земських повітів Західнопоморського воєводства Польщі.
Утворений 1 січня 1999 року в результаті адміністративної реформи.

## Загальні дані
Повіт знаходиться у південно-східній частині воєводства.
Адміністративний центр — місто Валч.
Станом на 1.01.2008 населення становить 54 406 осіб, площа 1414,95 км².
На терени повіту були депортовані 2734 українці з українських етнічних територій у 1947 році (т. з. акція «Вісла»).

## Демографія
Демографічні дані повіту станом на 30.06.2005:
|       | Всього | Всього | Жінки  | Жінки | Чоловіки | Чоловіки |
| ----- | ------ | ------ | ------ | ----- | -------- | -------- |
|       | осіб   | %      | осіб   | %     | осіб     | %        |
| Повіт | 54 851 | 100    | 28 145 | 51,3  | 26 706   | 48,7     |
| Міста | 33 281 | 100    | 17 380 | 52,2  | 15 901   | 47,8     |
| Села  | 21 570 | 100    | 10 765 | 49,9  | 10 805   | 50,1     |